# Bund der Landwirte (Tschechoslowakei)
Der Bund der Landwirte (tschechisch Německý svaz zemědělců) war eine politische Partei in der Tschechoslowakei, gegründet am 17. November 1918 in Böhmisch Leipa. Die Selbstauflösung erfolgte am 27. September 1938.

## Geschichte
Nach dem Zusammenbruch der Habsburgermonarchie bildeten sich an vielen Orten der neu entstehenden Tschechoslowakei lokale politische Bauernorganisationen. Am 17. November 1918 bildete sich in Böhmisch-Leipa der Bund der Landwirte. Erster Vorsitzender wurde Josef Jannausch. Der Name orientierte sich am früheren Bund der deutschen Landwirte Böhmens, der sich wiederum am deutschen Bund der Landwirte orientiert hatte.
Der Bund der Landwirte dehnte sich schnell auf ganz Böhmen aus. Organisatorische Basis war die Unterstützung der landwirtschaftlichen Bezirksvereine und das organisatorische Geschick des ehemaligen sozialdemokratischen Aktivisten Jannausch. In Nordböhmen hatten sich im Rahmen der Revolution Bauernräte gebildet, deren Organisation in die der Partei überging. Im September 1919 bestanden über 2.000 Ortsorganisationen des Bundes (es gab in Böhmen 2.746 deutsche Gemeinden).
Ende Februar 1919 fand der erste Landesparteitag statt. Der neu gewählte Vorsitzende war Franz Křepek. Der Landesparteitag beschloss ein Parteiprogramm, in dem wichtige Grundsatzentscheidungen getroffen wurden. So wurden die Großgrundbesitzer aus der Partei ausgeschlossen und das Programm auf die Zielgruppe der Kleinbauern und Landarbeiter hin auszurichten. So wurde eine Beendigung der Zwangswirtschaft gefordert und eine Bodenreform unterstützt. Die Partei stellte sich damit klar in den Gegensatz zur bisherigen Deutschen Agrarpartei, die auch die Interessen der Großgrundbesitzer vertreten hatte. Sie konkurrierte damit auf dem Lande vor allem mit der DSAP um diese Klientel, war aber klar antisozialistisch.
In Mähren und Schlesien war der Parteiaufbau bei weitem nicht so erfolgreich gewesen, wie in Böhmen. Die bisher getrennten Landesverbände wurden auf dem ersten Reichsparteitag zur Reichspartei des Bundes der Landwirte zusammengefasst. Reichsvorsitzender wurde Franz Peterle.
Bei den Wahlen zum Abgeordnetenhaus 1920 wurden 11 Mandate erreicht (die Partei hatte 3,9 % der Stimmen (absolut 241.747 Stimmen) erhalten). 1925 stieg die Zahl der Wähler auf 571.765 (5,4 %) und die Zahl der Abgeordneten auf 24. 1929 waren es 396.454 Stimmen (5,4 %) und 16 Sitze. Bei den Wahlen 1935 erhielt die Partei noch 142.399 (1,73 %) der Stimmen und 5 Mandate.
Während zunächst die tschechoslowakischen Parteien eine Regierung ohne deutsche Beteiligung bildeten, zerbrach diese Koalition 1926. An der Bildung der neuen tschechisch-deutschen Regierung unter Ministerpräsident Antonín Švehla (tschechoslowakische Agrarier) im Jahr 1926 war auch der Bund beteiligt. Dieser Regierung gehörten die deutschen Minister Robert Mayr-Harting (Christlichsoziale) als Justizminister und Franz Spina (Bund der Landwirte) als Minister für Öffentliche Arbeiten an.
Im März 1938 trat der Bund der Landwirte aus der damaligen Regierung von Milan Hodža aus, und Gustav Hacker erzwang die Überführung der Partei und ihrer Abgeordneten in die von Konrad Henlein geleitete Sudetendeutsche Partei.

## Vorsitzende
- Franz Křepek (1920–1925)
- Franz Spina (1925–1936)
- Gustav Hacker (1936–1938)

### Monografien
- Raimund Graf: Geschichte des Bundes der Landwirte – Politische Partei des deutschen Landvolkes in der Tschechoslowakei 1918–1938. Aufstieg und Untergang einer deutschen Bauernpartei. [unveröffentlichtes Manuskript 1963]. Veröffentlichung in Vorbereitung: Verlagsbuchhandlung Sabat, Kulmbach 2017,

### Dissertationen
- Norbert Linz: Der Bund der Landwirte in der Ersten Tschechoslowakischen Rupblik. Struktur und Politik einer deutschen Partei in der Aufbauphase. Oldenbourg Verlag, München/Wien 1982, ISBN 978-3-486-50601-3.
- Jörg Kracik: Die Politik des deutschen Aktivismus in der Tschechoslowakei 1920–1938. Peter Lang Verlag, Frankfurt am Main 1999, ISBN 978-3-631-34672-3.
- Silke Sobieraj: Die nationale Politik des Bundes der Landwirte in der Ersten Tschechoslowakischen Republik. Möglichkeiten und Grenzen der Verständigung zwischen Tschechen und Deutschen (1918–1929). Peter Lang Verlag, Frankfurt am Main 2002, ISBN 978-3-631-38847-1.

### Einzeldarstellungen
- Helga Wilms-Graf: Raimund Graf. Ein deutsch-böhmischer Demokrat zwischen den politischen Fronten. Verlagsbuchhandlung Sabat, Kulmbach 2016, ISBN 978-3-943506-40-2.

### Beiträge
- Norbert Linz: Der Bund der Landwirte auf dem Weg in den Aktivismus. In: Karl Bosl (Hrsg.): Die Erste Tschechoslowakische Republik als multinationaler Parteienstaat. Oldenbourg, München, Wien 1979, ISBN 3486491814, S. 403–426.